# Rhyacophila profusa
Rhyacophila profusa là một loài Trichoptera hóa thạch trong họ Rhyacophilidae.